# Melito di Napoli
Melito di Napoli – miejscowość i gmina we Włoszech, w regionie Kampania, w prowincji Neapol.
Według danych na rok 2004 gminę zamieszkiwało 34 148 osób, 11 382,7 os./km².